# Distretto di Adraskan
Il distretto di Adraskan è un distretto nella provincia di Herat, nell'Afghanistan occidentale. Confina a ovest con l'Iran, a nord con i distretti di Ghoryan, Zinda Jan, Guzara, Pashtun Zarghun e di Obe, a est con il distretto di Farsi e a sud con quello di Shindand. La popolazione nel 2005 era stimata in 45.700 abitanti ed era stanziata prevalentemente nel settore orientale del distretto, attraversato da est a sud dall'omonimo fiume. La strada principale che collega Herat a Kabul percorre invece la regione da nord a sud, toccando anche l'antica città di Adraskan.